# 常田健
常田 健（つねだ けん、1910年10月21日 - 2000年4月26日）は、日本の画家。

## 経歴
青森県生まれ。1928年、川端画学校入学。1930年からプロレタリア美術家同盟研究所で学ぶ。1933年、青森県に帰郷。農民運動の関係者として検挙、拘留される。1936年、第26回二科展に≪ひるね≫≪飲む男≫を出品し、前者は入選。1944年、出征。1950年、青森県美術会の創立に参加。1955年、日本美術会会員。1991年、第12回青森県文芸協会賞受賞。1997年、第39回青森県文化賞受賞。

## 美術館
青森市浪岡北中野には「常田健 土蔵のアトリエ美術館」がある。しかし、新型コロナウイルス禍の影響を受け、2022年5月23日から休館となる（再開時期未定）。